# Liste der Monuments historiques in Belrain
Die Liste der Monuments historiques in Belrain… führt die Monuments historiques in der französischen Gemeinde Belrain auf.

## Liste der Immobilien
| Bezeichnung | Beschreibung                                     | Standort                  | Kennzeichnung | Schutzstatus | Datum | Bild |
| ----------- | ------------------------------------------------ | ------------------------- | ------------- | ------------ | ----- | ---- |
| Motte       | Burgstelle einer mittelalterlichen Turmhügelburg | westlich des Ortes (Lage) | PA00106686    | Inscrit      | 1990  |      |